# Antônio Muniz Fernandes
Antônio Muniz Fernandes O.Carm. (Princesa Isabel, 11 de agosto de 1952) é um frade carmelita e bispo católico, atual arcebispo emérito de Maceió.
Concluiu seus estudos primários e secundários no Seminário Menor Carmelita Nossa Senhora do Carmo de Camocim de São Félix, Pernambuco. Emitiu seus votos perpétuos na Ordem Carmelita em 20 de fevereiro de 1976 e foi ordenado sacerdote em sua cidade natal, em 24 de maio de 1980, por Dom Eliseu Gomes de Oliveira, OCarm.
Nos anos 1983-1986, estudou em Roma, na Pontifícia Universidade Gregoriana, e obteve o título de Mestre em Teologia Bíblica. Fez estágio em Jerusalém. Foi mestre de noviços em Camocim de São Félix e conselheiro da Província Carmelita de Pernambuco.[carece de fontes?]
Foi Superior Provincial e professor de Escrituras Sagradas no Instituto Filosófico-Teológico da Arquidiocese de Olinda e Recife e no Estudo Teológico dos Capuchinhos em Olinda.[carece de fontes?]
Foi ordenado bispo na cidade de Olinda, em 24 de maio de 1998, pelas mãos de Dom Marcelo Pinto Carvalheria, OSB, assistido por Dom José Cardoso Sobrinho, OCarm e por Dom Paulo Cardoso da Silva, OCarm.[carece de fontes?]
Foi Bispo de Guarabira de 1998 a 2006, vice-presidente do regional Nordeste-2 da CNBB, entre 2003 a 2007; presidente do regional Nordeste-2 da CNBB, entre 2007 a 2011 e em 22 de novembro de 2006 foi nomeado arcebispo de Maceió, em Alagoas. Tomou posse em 4 de fevereiro de 2007.
Em 3 de abril de 2024, o Papa Francisco o teve a sua renuncia aceita como arcebispo de Maceió.

## Ordenações Episcopais
Dom Antônio presidiu as seguintes ordenações episcopais: 
- Dom Henrique Soares da Costa (2009)[5]
- Dom Francisco de Sales Alencar Batista (2016)
- Dom Francisco de Assis Gabriel dos Santos (2017)